# Malcolm Young
Malcolm Young (Glasgow, Escòcia, 6 de gener de 1953 - Sydney, 18 de novembre de 2017) va ser un guitarrista, compositor i productor musical de rock i blues escocès. És conegut per ser fundador, guitarrista rítmic, corista i membre lletrista de la popular banda australiana AC/DC.
Es va traslladar amb la seva família a Sidney, Austràlia, l'any 1963. Després de diferents bandes, amb el seu germà Angus va crear AC/DC, l'any 1973, encara que la banda no va tenir una formació estable fins a l'any següent.
Malgrat que el seu germà petit, Angus Young, era el més visible dels dos, va ser el responsable principal del so, el desenvolupament dels riffs de guitarres, la composició de la majoria de les lletres i la producció del material discogràfic del grup.
És considerat un dels més grans exponents del rock de la guitarra rítmica juntament amb el seu germà. Va ser inclòs en el Saló de la Fama del Rock en 2003, juntament amb els altres integrants d'AC/DC.
Formà part del grup des que el va fundar, el 1973, fins al 2014, quan anuncia en un comunicat de premsa el seu retir professional per complicacions en la seva salut. No obstant això, la banda va informar que continuaria fent música. El seu lloc va ser rellevat pel seu nebot Stevie Young, que ja l'havia reemplaçat temporalment el 1988.
Morí el 18 de novembre de 2017 a 64 anys.